# Президентські вибори у США 1948
Президентські вибори в США 1948 року проходили 2 листопада і були найнесподіванішими в історії Сполучених Штатів. Всі прогнози показували, що президент Гаррі Трумен програє претендентові від Республіканської партії Томасу Дьюї. Однак, попри це Трумен переміг, подолавши розкол, що стався в Демократичної партії. Ця перемога підтвердила статус Демократичної партії як основної політичної сили США того часу.

## Вибори

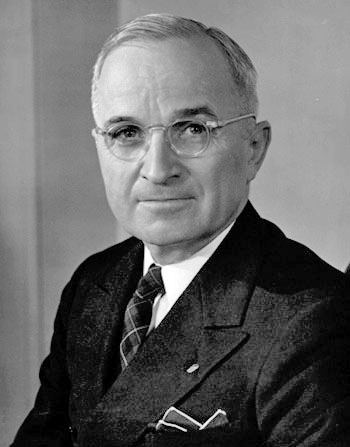
На виборах 1948 року Гаррі Трумен був переобраний президентом США.

### Результати
| Кандидат          | Партія                                          | Виборці    | Виборці | Виборники |
| Кандидат          | Партія                                          | Кількість  | %       | Виборники |
| ----------------- | ----------------------------------------------- | ---------- | ------- | --------- |
| Гаррі Трумен      | Демократична партія                             | 24 179 347 | 49,6 %  | 303       |
| Томас Едмунд Дьюї | Республіканська партія                          | 21 991 292 | 45,1 %  | 189       |
| Стром Термонд     | діксикрати                                      | 1 175 930  | 2,4 %   | 39        |
| Генрі Воллес      | Прогресивна партія /Американська трудова партія | 1 157 328  | 2,4 %   | 0         |
| Норман Томас      | Соціалістична партія                            | 139 569    | 0,3 %   | 0         |
| Клод Уотсон       | Prohibition                                     | 103 708    | 0,2 %   | 0         |
| інші              |                                                 | 46 361     | 0,1 %   | 0         |
| Всього            | Всього                                          | 48 793 535 | 100 %   | 531       |